# Shine (chanson de Natália Kelly)
Pour les articles homonymes, voir Shine.
Singles représentant l'Autriche au Concours Eurovision de la chanson
Woki mit deim Popo
(2012)
Shine (en français, « Brille ») est une chanson de la chanteuse autrichienne Natália Kelly. Elle a été écrite par Andreas Grass, Nikola Paryla, Alexander Kahr et Natália Kelly et est surtout connue pour être la chanson qui représente l'Autriche au Concours Eurovision de la chanson 2013 qui a lieu à Malmö en Suède. La chanson sera en compétition lors de la première demi-finale le 14 mai 2013 pour obtenir une place en finale qui aura lieu le 18 mai.

## Liste des pistes
Shine (Remix) - EP
1. Shine – 2 min 59
2. Shine (Edit) – 3 min 00
3. Shine (Redio Remix) – 3 min 58
4. Shine (SamV Club Remix) – 5 min 24

## Classements
| Classement (2013)            | Meilleure position |
| ---------------------------- | ------------------ |
| Autriche (Ö3 Austria Top 40) | 26                 |